# 龍宮城

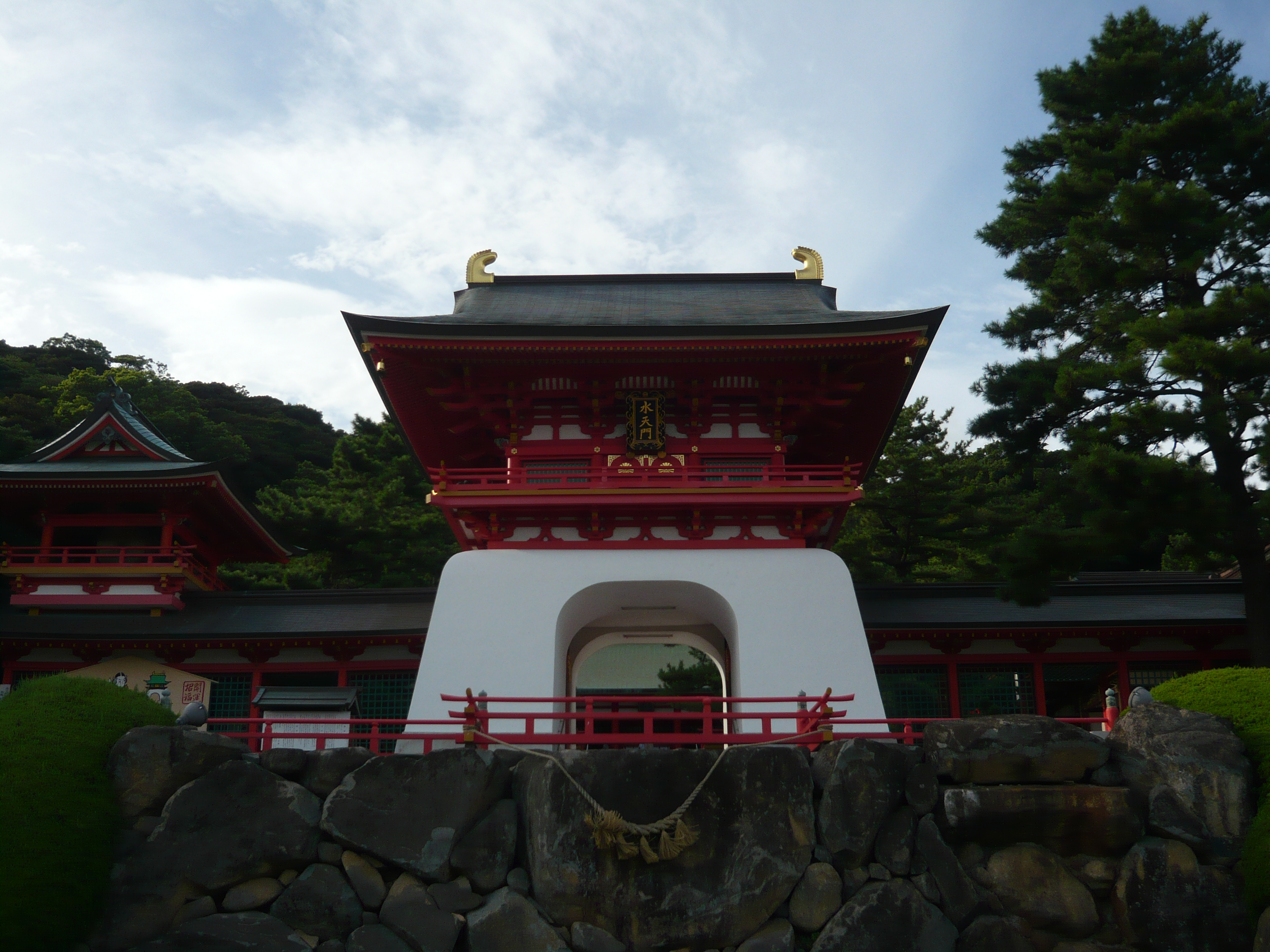
模仿龍宮城的赤間神宮水天門（山口縣下關市）

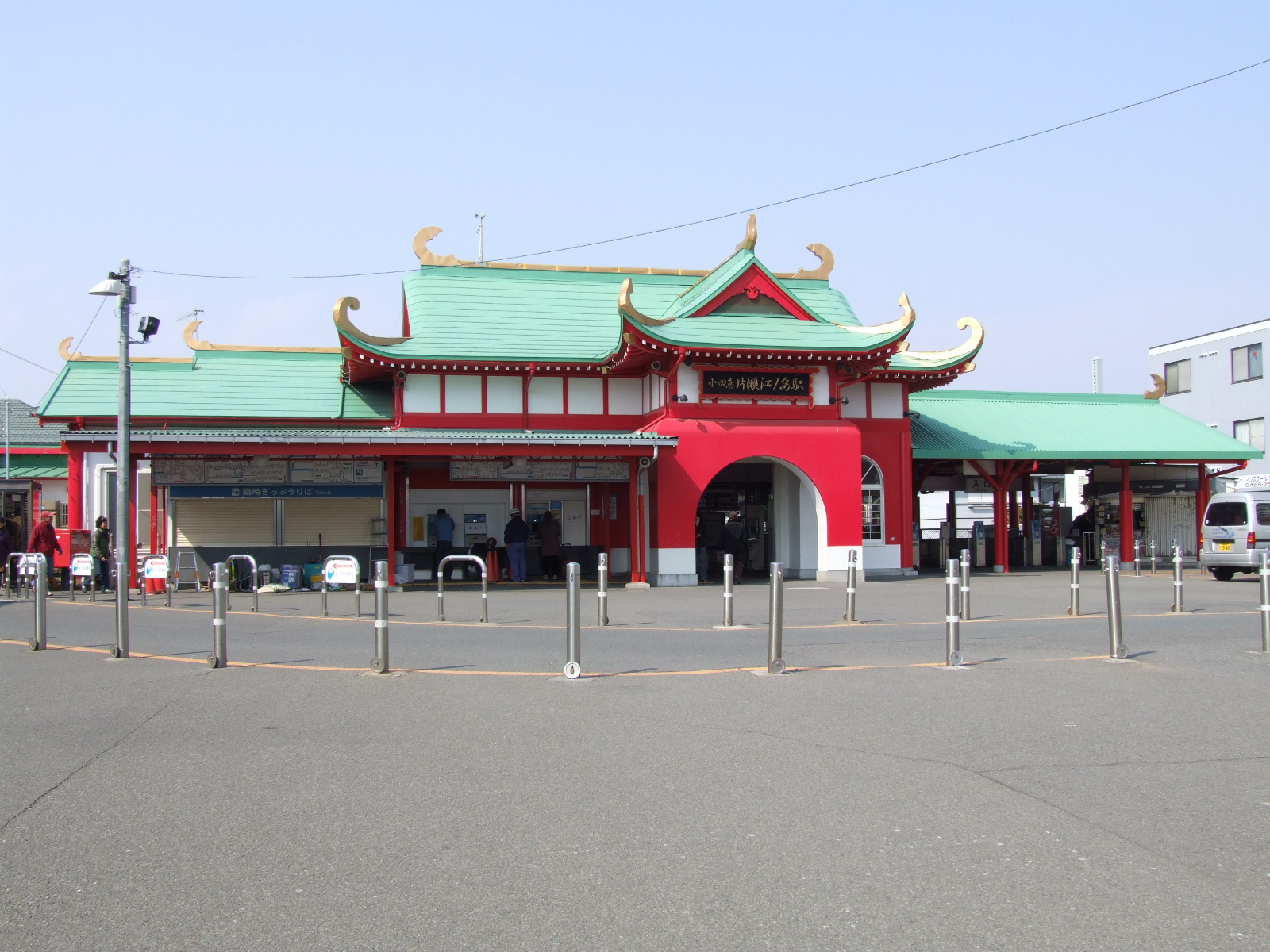
模仿龍宮城的小田急江之島線片瀨江之島車站（神奈川縣藤澤市）

龍宮城（りゅうぐうじょう）、龍宮（りゅうぐう）或海宮（かいぐう）是日本各地流傳的海神傳說中登場的海神宮殿。根據地域、傳承，龍宮城是豐玉彦、海之龍神居住之地。在日本各地的昔話、傳說中登場，但是傳承地未必限於海邊（以下参照）。
中國民間信仰、傳說與古典文學作品中也有龍宮出現，與日本文化中的龍宮有幾分相似，如《西游记》中孫悟空奪取定海神針的故事。

## 登場神話、傳說

### 海宮
- 山幸彥與海幸彥 - 豐玉彥居住的宮殿。

### 龍宮
- 海人 (能)

龍宮盗走寶物「面向不背之珠」，海人前往龍宮取回。
- 浦島太郎

乙姬居住的宮殿。
- 宮城縣氣仙沼市

山神和龍宮相爭，最後由龍宮獲勝的漁夫傳承。
- 福島縣二本松市

某人在河邊洗鍬，誤將鍬落入水中，潛到水底尋找，結果到了龍宮。龍宮有一美女機織御前，回來之後，為了紀念，建立祭祀機織御前的神社。
- 琵琶湖

藤原秀鄉的傳說之一「大百足退治」。龍宮之王感謝秀鄉退治大百足，贈與神秘的避來矢大鎧。
- 三重縣志摩市

伊雜宮收藏海女從龍宮帶回來的玉手箱。
- 長崎縣對馬市

海神神社、和多都美神社等許多祭祀海神系的古神社，所以自古以來流傳龍宮傳說。
- 龍宮童子
- 龍宮女房

## 關連項目
- 龍宮寺 (福岡市)
- 龍宮船
- 日本龙